# 士志の会
士志の会（ししのかい）は、自民党の古賀誠が麻生太郎、平沼赳夫、高村正彦らに呼びかけて作ったグループ。麻生を除く3人は1980年の衆議院選挙初当選の同期である。

## 概要
幕末の「志士」をもじって命名された。この中から内閣総理大臣・自由民主党総裁を出すために協力し合おうということで定期的に会合が開かれていた。ただし、古賀は他の3人を擁立して実権を握ろうとしている素振りも見受けられた。同世代の中堅議員が政治力向上のために集まった寄合所帯で政策的共通点もなく、これと言って結束した動きは最後までなかった。

## 変遷
2005年の郵政民営化法案への対応で平沼は反対して党外に追放、古賀は反対派の中枢にいたが土壇場で高村とともに棄権し、辛くも自民に残るが党内影響力は著しく低下、麻生は当時総務大臣であり、また小泉内閣の中枢でもあり、当然賛成しポスト小泉の総裁候補に名前が上る、など4人の立場はバラバラになり、事実上空中分解状態にある。また、年齢的にも位置的にも中途半端であるために中二階と揶揄されることもあった。
2007年、古賀、平沼、高村ら3人と、外遊中の麻生に代わって３人と同期の防衛大臣久間章生が会談した。この席上、久間が士志の会に加入し、今後は5人で会合を実施することで合意した。しかし、2007年自由民主党総裁選挙では古賀、高村が福田康夫を推し、久間が麻生を推したため、結局一致結束して行動をすることはなかった。
2008年自由民主党総裁選挙では久間、高村、古賀が揃って麻生支持を表明し、麻生が自由民主党総裁に選出された。

## メンバー
- 麻生太郎（自由民主党志公会会長、第17・18代財務大臣、副総理、内閣府特命担当大臣（金融担当）、デフレ脱却担当大臣）
- 久間章生（自由民主党平成研究会所属、初代防衛大臣）
- 高村正彦（自由民主党志公会顧問、第13代自由民主党副総裁）
- 古賀誠（自由民主党宏池会名誉会長、第72代運輸大臣）
- 平沼赳夫（自由民主党、初・第2代経済産業大臣）